# Павлюк Євген Касіянович
Павлюк Євген Касіянович — (нар. 21 березня 1887, с. Конятин (тепер Вижницький район, Чернівецька область) — 4 листопада 1969, м. Сигіт, тепер Румунія), церковний і громадський діяч, учасник листопадового перевороту в Чернівцях.

## Життєпис
Народився в селі Конятин (тепер Вижницький район, Чернівецька область) у сім'ї учителя, згодом директора школи в с. Задубрівка Заставнівського району Касіяна Павлюка та Олександри, уродженої Малик. З 1899 по 1907 навчальні роки навчався в 2-ій державній німецько-українській гімназії в Чернівцях.
Студіював теологію в Чернівецькому університеті, де 16.10.1911 р. отримав абсолюторіум, провчившись потрібних для цього 8 семестрів та склавши всі іспити. Член українського академічного товариства греко-православних богословів «Православна Академія», з 5 листопада 1908 член правління товариства. Будучи студентом, всіляко допомагав новозаснованому товариству «Січ» у с. Васловівці.
8 січня 1912 року одружився з Аґлаєю Гакман, донькою православного пароха с. Вікно на Буковині Тихона Гакмана та був 10.02.1912 р. рукоположений в священники митрополитом Володимиром (Рептою). Адміністратор парохії с. Дихтинець (тепер Путильського р-ну Ченрнівецької обл.), з 04.1912 р. священник-помічник в с. Нові Мамаївці Чернівецького приміського повіту (тепер Кіцманського р-ну Чернівецької обл.). В 03.1916 р., разом з парохом Т. Драчинським та директором школи О. Іваницьким зібрав у громаді Нові Мамаївці 300 корон, передавши їх до староства в Чернівцях — половину на «Червоний Хрест», а половину на українських добровольців (УСС). В 1915 р., пройшовши навчання у Відні, був іменований греко-східним (православним) польовим куратом у резерві на час тривання війни. В 1918 р. отримав призначення на посаду православного священника в таборі українських військовополонених у Фрайштадті біля Відня. Тісно співпрацював з діячами «Союзу Визволення України», які вели просвітню роботу серед військовополонених (С. Смаль-Стоцьким, В. Сімовичем, О. Гнідим). Нагороджений духовним хрестом за заслуги в часі війни.
Вранці 05.11.1918 р. Є. Павлюк приїхав до Чернівців з Відня, привізши зі Львова довірочні інформації для керівників Крайового Комітету. Він взяв участь в засіданнях Крайового Комітету, повідомивши його членів про те, що Львів знаходиться зовсім в українських руках, а навіть у Перемишлі, який він також переїздив, українці домовилися з поляками про розподіл влади у місті. За словами М. Кордуби, інформація польового курата о. Є. Павлюка, помітно підняла настрій українських лідерів Буковини та стала останньою краплею, яка на вечірньому засіданні Крайового Комітету в Народному Домі спонукала його членів прийняти історичне рішення про перебрання українцями крайової влади на Буковині 06.11.1918 р. Повернувшись до виконання своїх обов'язків священник-помічника с. Нові Мамаївці, тісно співпрацював з членом Української Національної Ради Т. Драчинським, виконуючи всі його доручення. Після окупації Буковини Румунією був усунутий зі своєї посади в приміському селі та переведений в віддалене село Брідок, де працював до 1940 р. (як парох з 1920 р.).
В 10.1940 разом з родиною виїхав до Німеччини в рамках репатріаційного процесу між СРСР та Німеччиною. В 1941 р. перебував в таборі № 158 для українських переселенців з Буковини і Бессарабії. Після війни оселився в Румунії, з 15.09.1946 р. був переведений на парохію населеного українцями с. Ремети на Мараморощині як біженець з парохії с. Брідок. В 08.1947 р. на перших після 6-річної перерви єпархіальних зборах православної єпархії Марамороша в м. Мармароський Сигіт був обраний членом духовної консисторії. Організував в с. Ремети український хор, яким керував впродовж багатьох років. Вийшовши на пенсію в сані священника-ставрофора в 1965 р., переїхав мешкати до доньки Н. Оленчук, яка викладала німецьку мову в українському ліцеї ім. Т. Шевченка в м. М. Сигіт. До кінця життя продовжував служити (спільно з вікарієм В. Пинзешем) в українській православній церкві м. Сигіт.
Помер та похований на українському православному цвинтарі у м. Сигіт.

## Галерея

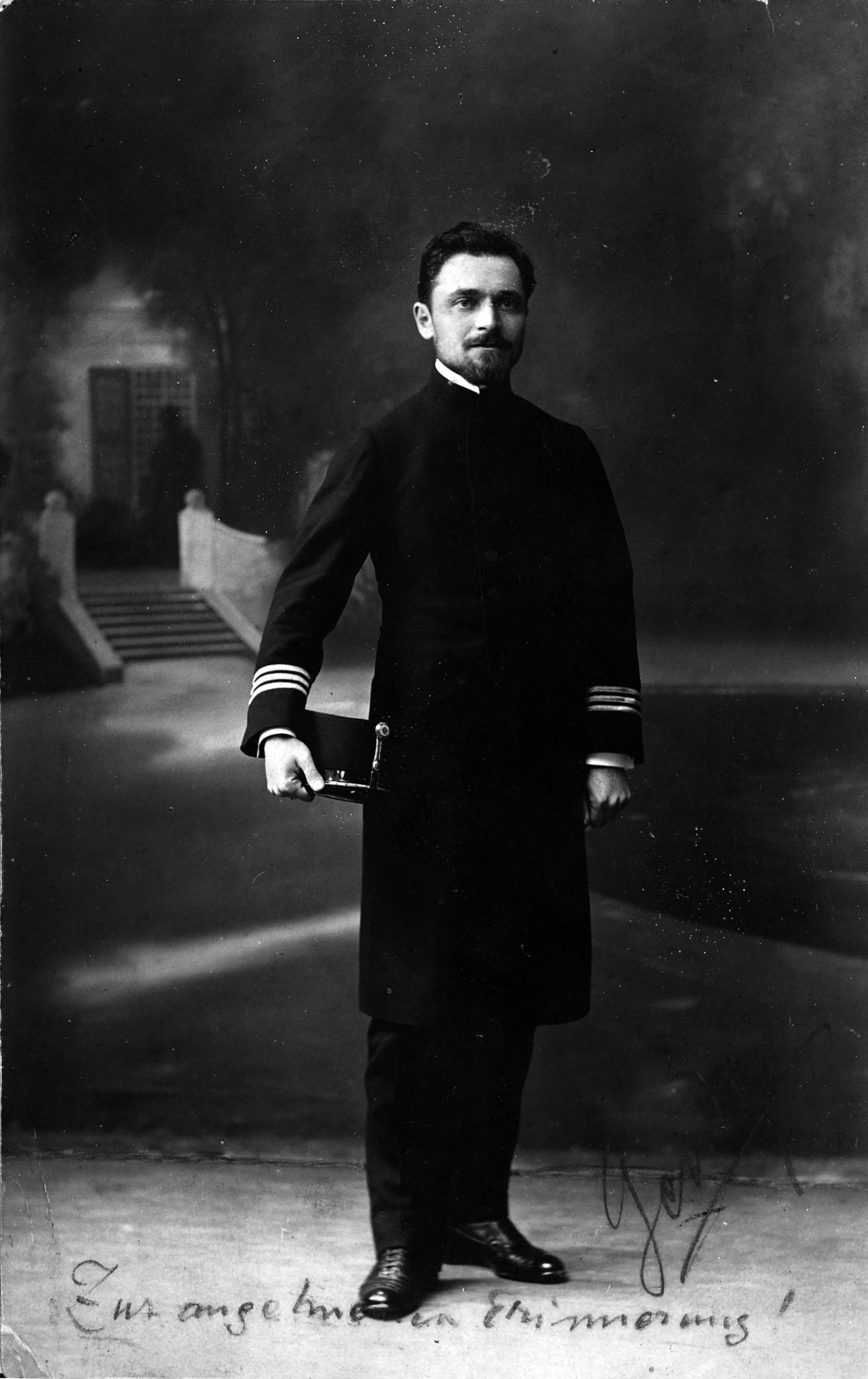
Павлюк Євген 1915.05.18, Відень
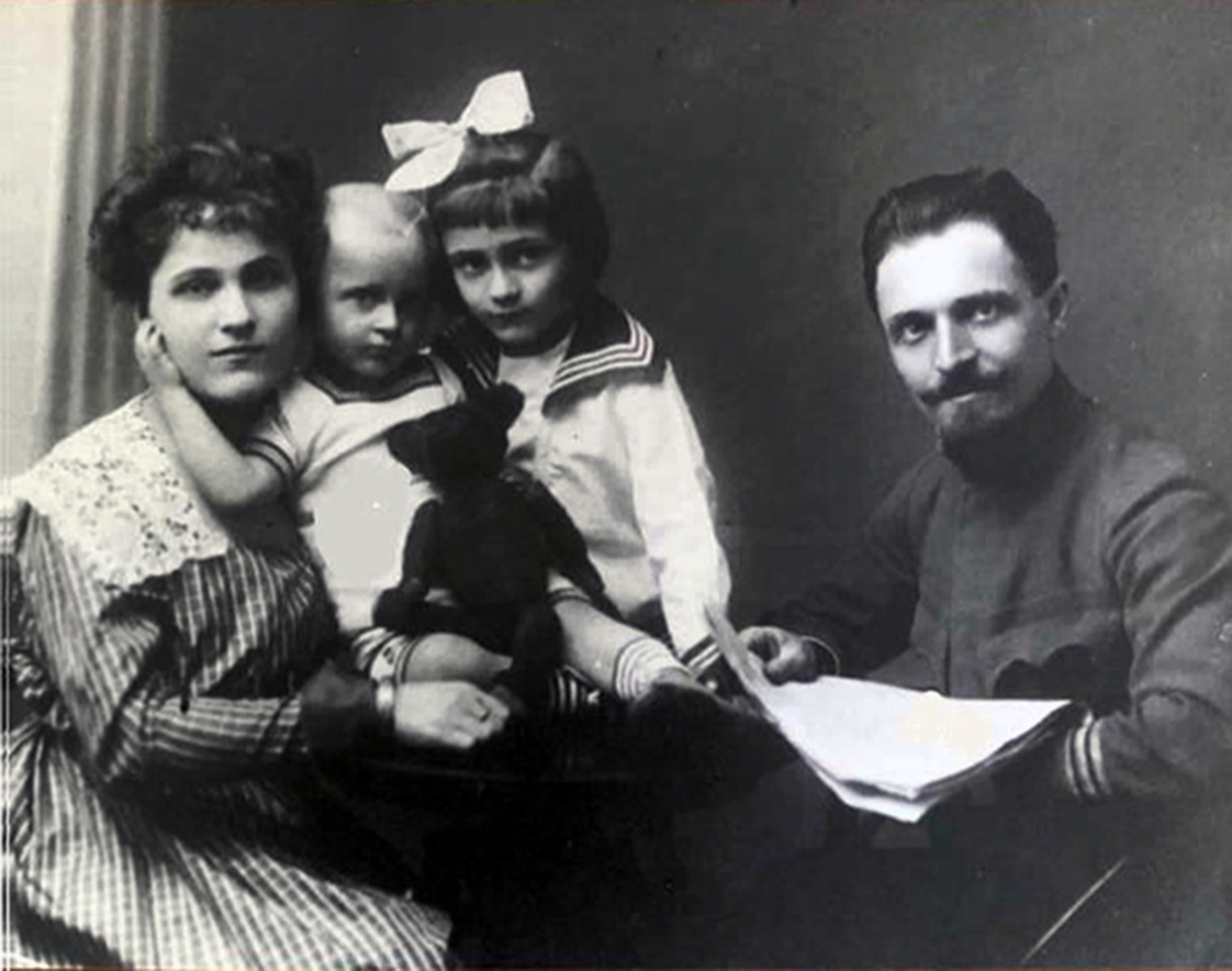
Павлюк Євген з родиною, Відень 1918
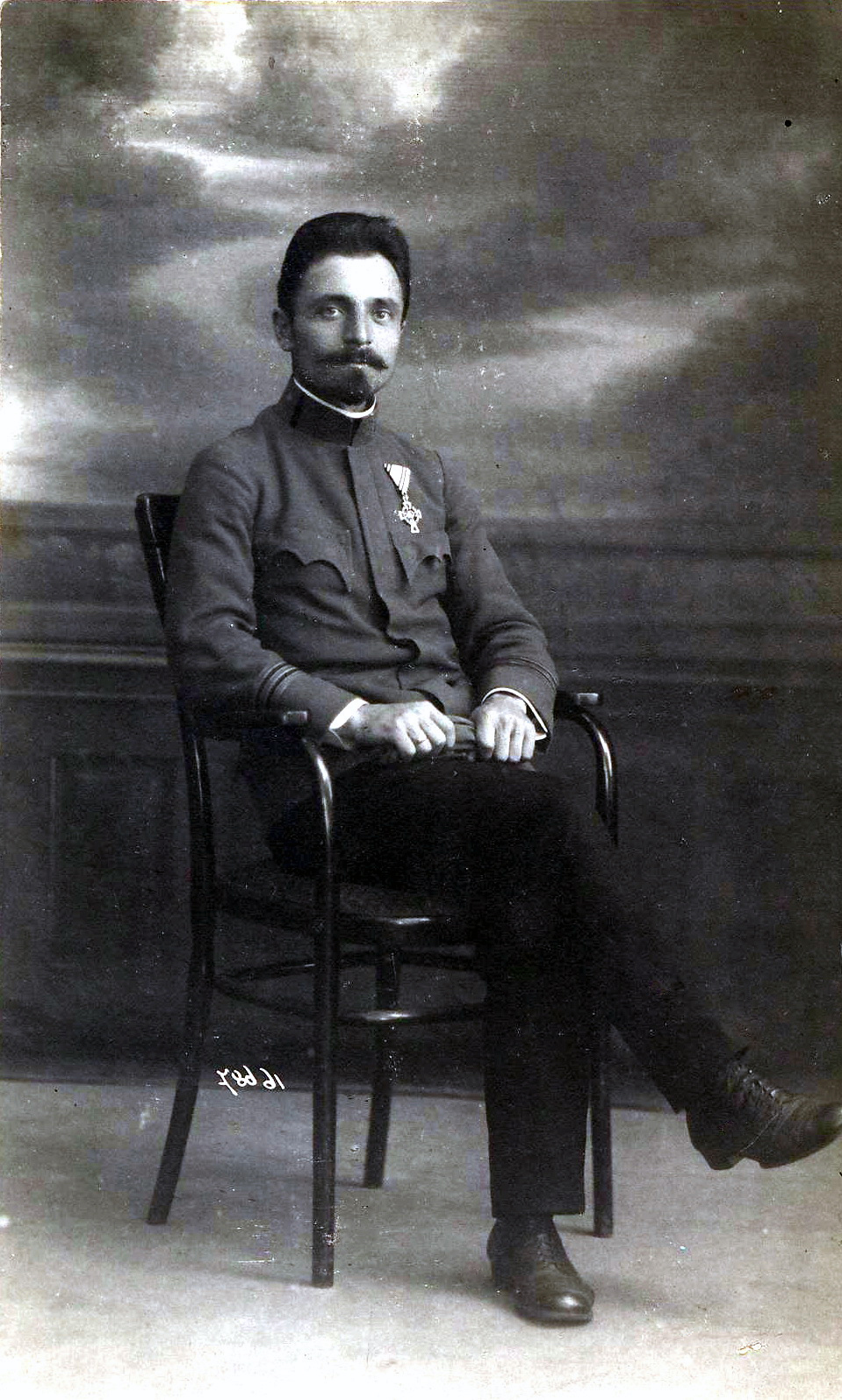
Павлюк Євген Фрайштадт 21 10 1918

## Нагороди
- Духовний хрест заслуг на білій стрічці (Австро-Угорщина);

## Джерело
- Володимир Старик. Павлюк Євген Касіянович // Західно-Українська Народна Республіка 1918—1923. Енциклопедія: До 100-річчя утворення Західно-Української Народної Республіки. Т.3: П-С.Івано-Франківськ: Манускрипт-Львів, 2020. 576с. — С. 14—16.